# سکی ۳۴۲۶
سیارک ۳۴۲۶ (به انگلیسی: 3426 Seki، نامگذاری:1932CQ) سه هزار و چهارصد و بیست و ششمین سیارک می‌باشد  که در ۵ فوریه ۱۹۳۲ و در هایدلبرگ کشف شده‌است.
قدر مطلق سیارک برابر ۱۲٫۵۰ است.